# Боронява
Боро́нява (укр. Боронява) — село, входит в Хустскую городскую общину Хустского района Закарпатской области Украины.
Население по переписи 2001 года составляло 3511 человек. Почтовый индекс — 90442. Телефонный код — 31-42.